# Sant Climent Sescebes

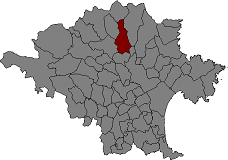
Położenie gminy na mapie comarki Alt Empordà.

Sant Climent Sescebes – gmina w Hiszpanii,  w Katalonii, w prowincji Girona, w comarce Alt Empordà.
Powierzchnia gminy wynosi 24,37 km². Zgodnie z danymi INE, w 2005 roku liczba ludności wynosiła 474, a gęstość zaludnienia 19,45 osoby/km². Wysokość bezwzględna gminy równa jest 86 metrów. Współrzędne geograficzne gminy to 42°22'15"N, 2°58'52"E.

## Miejscowości
W skład gminy Sant Climent Sescebes wchodzą 4 miejscowości, w tym miejscowość gminna o tej samej nazwie:
- Base Militar – liczba ludności: 18
- Sant Climent Sescebes – 431
- Ullastre – 4
- Vilartolí – 21

## Demografia
| 1991 | 1996 | 2001 | 2004 | 2005 |
| ---- | ---- | ---- | ---- | ---- |
| 440  | 398  | 408  | 453  | 474  |